# Розово (Старозагорская область)
Розово (болг. Розово) — село в Болгарии. Находится в Старозагорской области, входит в общину Казанлык. Население составляет 1 214 человек.

## Политическая ситуация
В местном кметстве Розово, в состав которого входит Розово, должность кмета (старосты) исполняет Янка Желязкова Попова (Болгарская социалистическая партия (БСП)) по результатам выборов правления кметства.
Кмет (мэр) общины Казанлык — Стефан Христов Дамянов (инициативный комитет) по результатам выборов в правление общины.